# Duncan (Karolina Południowa)
Duncan – miasto w Stanach Zjednoczonych, w stanie Karolina Południowa, w hrabstwie Spartanburg.